# Symfonie nr. 25 (Brian)
De Britse componist Havergal Brian schreef aan zijn Symfonie nr. 25 van de herfst van 1965 tot en met 10 januari 1966, hij was toen 89 jaar oud.
De symfonie kwam tot stand in een serie van acht achter elkaar gecomponeerde symfonieën  (nrs. 22 tot en met 29). Nummer 25 is daarin met haar 25 minuten de langste. De componist gebruikte voor dit werk een driedelige opzet waarin hij tevens de sonatevorm en rondo inpaste:
1. Allegro risoluto
2. Andante cantibile
3. Allegro ma non tanto.

De relatief korte duur en klassieke opzet maakten het werk niet populair. In 2016 zijn er slechts twee uitvoeringen bekend, waarvan de eerste (1976) bestemd was voor de radio-uitzending en de tweede (1994) voor de plaatopname.

## Orkestratie
Ook voor dit werk is een behoorlijk groot symfonieorkest noodzakelijk:
- 3 dwarsfluiten (III ook piccolo), 2 hobo’s, 1 althobo, 2 klarinetten, 1 basklarinet, 3 fagotten (III ook contrafagot)
- 4 hoorns, 4 trompetten, 3 trombones, 1 tuba, 1 eufonium
- 2 sets pauken, percussie (van tamtam tot glockenspiel), harp
- violen, altviolen, celli, contrabassen.

Symfonie nr. 1 "Gotische"  · 2 · 3 · 4 · 5 · 6 · 7 · 8 · 9 · 10 · 11 · 12 · 13 · 14 · 15 · 16 · 17 · 18 · 19 · 20 · 21 · 22 · 23 · 24 · 25 · 26 · 27 · 28 · 29 · 30 · 31 · 32